# 천랑성 주기

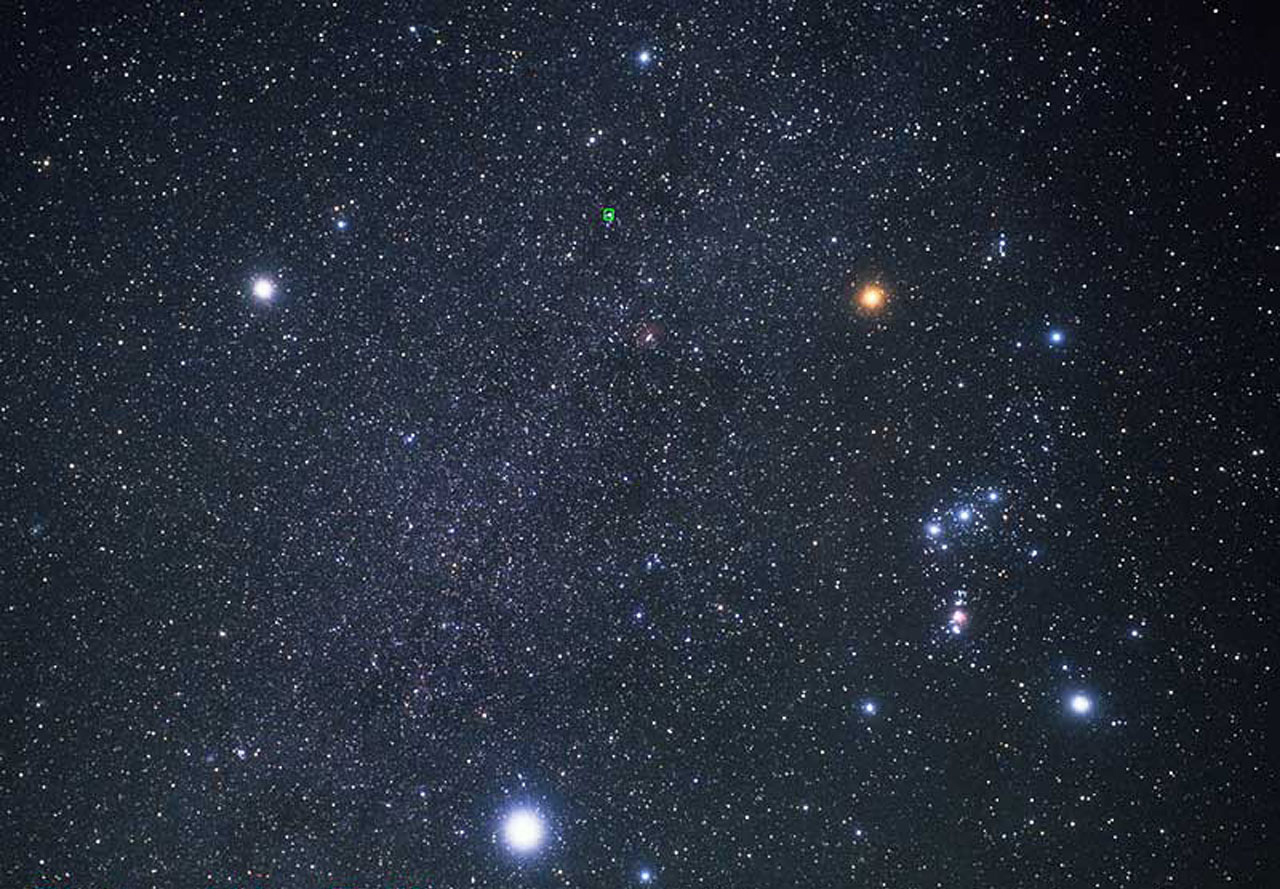
시리우스 (하단)와 오리온자리 (오른쪽). 겨울의 대삼각형은 북반구 겨울 하늘에서 가장 밝은 세 별, 시리우스, 베텔게우스 (우측 상단), 프로키온 (좌측 상단)으로 구성된다.

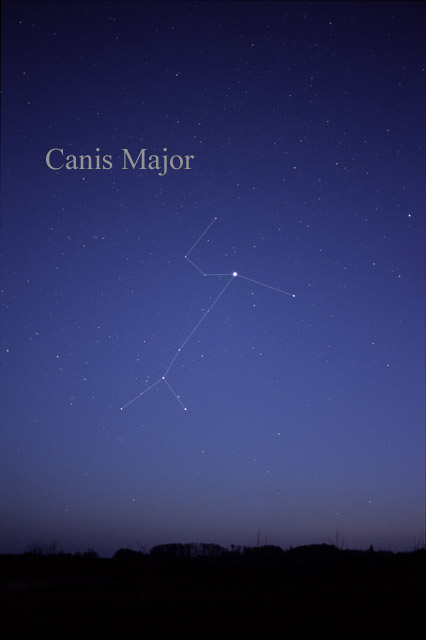
큰개자리 성군에서 가장 밝은 별로서 지구에서 관찰된 시리우스 (명확성을 위해 선 추가됨).

천랑성 주기, 소티스 주기(Sothic cycle) 또는 카니쿨라 주기는 각각 365일인 1,461개의 이집트 민력 또는 각각 평균 365+1⁄4일인 1,460개의 율리우스년의 기간이다. 천랑성 주기 동안, 365일년은 해가 시작될 때 시리우스성 (이집트어: 고대 이집트어: spdt 또는 Sopdet, '삼각형'; 그리스어: 고대 그리스어: Σῶθις, Sō̂this)의 신출과 다시 일치할 만큼 충분한 시간을 잃는다. 이는 율리우스력으로 7월 19일이다. 이는 이집트학의 중요한 측면으로, 특히 이집트력과 그 역사의 재구성에 관련이 깊다. 이 변위의 천문학적 기록이 후에 더욱 정확한 율리우스력 및 알렉산드리아력의 설립에 영향을 미쳤을 수 있다.

## 메커니즘
고대 이집트의 민력, 공휴일, 종교 기록은 밝은 별 시리우스가 밤하늘로 돌아오는 시점에 맞춰 설정된 것처럼 보이며, 이는 매년 나일강의 범람을 예고하는 것으로 여겨졌다. 그러나 민력은 정확히 365일 길이었고 윤년을 기원전 22년까지 도입하지 않았기 때문에, 그 달들은 약 4년마다 하루씩 태양년을 거슬러 "떠돌아다녔다". 이는 소티스년에 대한 변위와 거의 정확히 일치했다. (소티스년은 율리우스년보다 약 1분 더 길다.) 365.25636일의 항성년은 황도 (하늘을 가로지르는 태양의 겉보기 경로)에 있는 별에 대해서만 유효하며 고유운동이 없지만, 황도 아래 약 40°에 있는 시리우스의 변위, 고유운동, 그리고 천구적도의 흔들림으로 인해 신출 간의 주기가 거의 정확히 365.25일 길이가 되었다. 365일 역법에서 4년마다 상대적으로 하루씩 꾸준히 손실되는 것은 "떠돌아다니는" 날이 정확히 1461 이집트 민력 또는 1460 율리우스년 후에 태양년 및 소티스년에 대한 원래 위치로 돌아온다는 것을 의미했다.

## 발견
이 달력 주기는 고대에 잘 알려져 있었다. 켄소리누스는 서기 238년 저서 '데 디에 나타레'에서 이를 설명하고, 주기가 100년 전 8월 12일에 새로워졌다고 언급했다. 9세기에는 신셀루스가 "고대 이집트 연대기"에서 천랑성 주기를 요약했다. 초기 이집트 학자이자 왕립 학회 회원인 아이작 쿨리모어는 1833년 이에 대한 담론을 발표했는데, 그는 켄소리누스가 종말 날짜를 조작했으며 서기 136년에 떨어질 가능성이 더 높다고 제안한 첫 번째 인물이었다. 그는 또한 그 발명의 가능성 있는 날짜를 기원전 1600년경으로 계산했다.
1904년, 컬리모어 이후 70년 만에 에두아르트 마이어는 알려진 이집트 비문과 문헌 자료를 면밀히 조사하여 시리우스가 새벽에 뜨는 날짜에 대한 언급을 찾았다. 그는 6개를 발견했는데, 이들은 기존 이집트사 연대학의 많은 날짜의 기반이 된다. 시리우스의 신출은 서기 139년에서 142년 사이의 이집트 새해 첫날에 일어났다고 켄소리누스가 기록했다.
기록 자체는 실제로는 서기 140년 7월 21일을 가리키지만, 천문학적 계산은 율리우스력으로 서기 139년 7월 20일에 신출이 발생했음을 확실히 보여준다. 이는 이집트력을 율리우스력과 연관시킨다. 서기 140년에 율리우스 윤일이 발생하므로, 토트 1일의 새해는 서기 139년에 7월 20일이지만 서기 140-142년에는 7월 19일이다. 따라서 마이어는 시리우스가 신출하는 것이 관찰된 이집트 민력 날짜와 시리우스가 떠올랐어야 할 율리우스력 날짜를 비교하고, 필요한 윤일의 수를 세고, 주기의 시작과 관찰 사이의 연수를 결정할 수 있었다.
날짜를 천문학적으로 계산하기 위해서는 관측 장소도 알아야 한다. 왜냐하면 관측 위도가 시리우스의 신출을 볼 수 있는 날짜를 바꾸고, 관측 위치를 잘못 정하면 결과 연대기에 수십 년의 오차가 생길 수 있기 때문이다. 공식적인 관측은 헬리오폴리스 (또는 멤피스, 카이로 근처), 테베, 엘레판티네 (아스완 근처)에서 이루어진 것으로 알려져 있으며, 카이로에서 시리우스의 상승은 아스완에서 보이는 것보다 약 8일 후에 관측된다.
마이어는 이집트 민력이 기원전 4241년에 만들어졌다고 결론지었다. 그러나 최근 학문은 이 주장을 반박했다. 대부분의 학자들은 그가 기반으로 삼은 관측을 시리우스의 한 주기만큼 앞선 율리우스력 기원전 2781년 7월 19일로 옮기거나, 마이어가 의존한 문서가 시리우스의 상승을 전혀 나타낸다는 가정을 거부한다.(p. 52)

## 연대기 해석
시리우스의 신출에 대한 세 가지 특정 관측은 이집트 연대기에 극히 중요하다. 첫 번째는 앞서 언급된 제르 통치 기간의 상아 조각으로, 이는 천랑성 주기의 시작, 즉 시리우스의 상승이 새해와 같은 날에 일어났음을 나타내는 것으로 추정된다. 이것이 천랑성 주기의 시작을 나타낸다면, 이는 기원전 2773년 7월 17일경으로 거슬러 올라가야 한다.(p.  51) 그러나 이 날짜는 제르의 통치 기간에는 너무 늦으므로, 많은 학자들은 이것이 태양 이집트 민력 대신 시리우스의 상승과 이집트 태음력 사이의 상관관계를 나타낸다고 믿으며, 이는 조각의 연대기적 가치를 본질적으로 무효화한다.(p.  52)
가우츠치 외 (2017)는 신왕국에서 새로 발견된 소티스 날짜와 그에 따른 천문학적 연구가 천랑성 주기 모델을 확인한다고 주장했다.
두 번째 관측은 분명히 신출에 대한 언급이며, 세누스레트 3세 재위 7년으로 거슬러 올라가는 것으로 여겨진다. 이 관측은 거의 확실히 제12왕조의 수도였던 이티-타위에서 이루어졌으며, 이는 제12왕조를 기원전 1963년에서 1786년까지로 연대를 정한다. 람세스 또는 토리노 파피루스 정경은 213년(기원전 1991년~1778년)이라고 기록하며, 파커는 소티스 날짜(제12왕조 120년, 30윤일의 표류)인 기원전 1872년 7월 17일을 기준으로 이를 206년(기원전 1991년~1785년)으로 줄인다. 파커가 달 날짜를 조사하기 전에, 제12왕조는 기원전 1888년 7월 21일을 120년으로 해석하여 213년(기원전 2007년~1794년)으로, 그리고 기원전 1884년 7월 20일을 120년으로 해석하여 2003년~1790년으로 놓여 있었다.
세 번째 관측은 아멘호테프 1세의 재위 기간에 이루어졌으며, 테베에서 이루어졌다고 가정하면 그의 재위 기간은 기원전 1525년에서 1504년 사이이다. 만약 멤피스, 헬리오폴리스 또는 기타 델타 지역에서 이루어졌다면, 소수의 학자들이 여전히 주장하듯이, 제18왕조 전체의 연대기는 약 20년 더 연장되어야 한다.(p.  202)

## 관측 절차와 세차운동
천랑성 주기는 길이가 다른 두 개의 주기가 함께 순환하여 여기에서 제3차 주기라고 하는 특정 예시이다. 이는 수학적으로 {\displaystyle {\frac {1}{a}}+{\frac {1}{b}}={\frac {1}{t}}} 또는 조화 평균의 절반으로 정의된다. 천랑성 주기의 경우 두 주기는 이집트 민력과 소티스년이다.
소티스년은 별 시리우스가 태양에 대해 동일한 위치로 시각적으로 돌아오는 데 걸리는 시간의 길이이다. 이러한 방식으로 측정된 항성년은 자전축 세차운동 (지구의 자전축이 태양에 대해 움직이는 것) 때문에 달라진다.
별이 연간 경로를 만드는 데 걸리는 시간은 해가 뜰 때 지역 지평선 위 특정 고도까지 떠오를 때를 기준으로 표시될 수 있다. 이 고도는 처음으로 볼 수 있는 고도일 필요도 없고 정확하게 관측된 위치일 필요도 없다. 일년 내내 별은 매일 해가 뜰 때 약 4분씩 일찍 지평선 근처에서 선택된 고도까지 떠오를 것이다. 결국 별은 선택된 고도와 관계없이 해가 뜰 때 동일한 상대 위치로 돌아갈 것이다. 이 시간의 길이를 관측년이라고 할 수 있다. 황도 또는 황도 자오선 근처에 있는 별은 평균적으로 365.2564일의 항성년에 가까운 관측년을 나타낼 것이다. 황도와 자오선은 하늘을 네 개의 사분면으로 나눈다. 지구의 자전축은 천천히 흔들리면서 관측자를 이동시키고 사건 관측을 변화시킨다. 자전축이 관측자를 사건에 더 가깝게 스윙하면 관측년이 짧아진다. 마찬가지로 자전축이 관측자로부터 멀어지면 관측년이 길어질 수 있다. 이는 현상이 관측되는 하늘 사분면에 따라 달라진다.
소티스년은 이집트가 통일되기 전 기원전 제4천년기 초에 평균 길이가 거의 정확히 365.25일이었다는 점에서 주목할 만하다. 이 값에서 느리게 변화하는 속도도 주목할 만하다. 만약 왕조 이전 시기에 관측과 기록이 유지될 수 있었다면, 소티스 상승은 1461년 달력년 후에 동일한 달력 날짜로 최적으로 돌아올 것이다. 이 값은 중왕국 시대에는 약 1456년 달력년으로 떨어질 것이다. 1461이라는 값은 이 사건을 기념하는 축제를 관측에 따라 거의 조정하지 않고 4년마다 하루씩 옮김으로써 소티스 상승 날짜를 인위적으로 유지한다면 유지될 수도 있다.

## 문제점 및 비판
시리우스의 신출 날짜를 결정하는 것은 어려운 것으로 나타났으며, 특히 관측 지점의 정확한 위도를 알아야 한다는 점을 고려하면 더욱 그렇다. 또 다른 문제는 이집트 달력이 4년마다 하루씩 잃기 때문에 신출은 4년 연속 같은 날에 발생하며, 그 상승에 대한 어떤 관측도 이 4년 중 어느 해에 속할 수 있으므로 관측이 부정확하다는 것이다.
천랑성 주기를 통한 연대 측정의 신뢰성에 대해 여러 비판이 제기되었다. 일부는 심각하여 문제로 간주될 만큼이다. 첫째, 천문학적 관측 중 어느 것도 관측된 특정 파라오의 재위 기간을 언급하는 날짜가 없으므로, 이집트 학자들은 어느 정도 정보에 입각한 추측에 근거하여 그 정보를 제공해야 한다. 둘째, 이집트 역사 전체에 걸쳐 민력의 성격에 관한 정보가 없으므로, 이집트 학자들은 민력이 수천 년 동안 변하지 않고 존재했다고 가정해야 한다. 이집트인들은 이러한 계산이 무가치해지려면 수천 년 만에 달력 개혁을 한 번만 수행했으면 충분했다. 다른 비판은 그다지 문제로 간주되지 않는다. 예를 들어, 고대 이집트 문헌에 천랑성 주기에 대한 현존하는 언급이 없다는 점은 이집트인들에게 너무 당연해서 언급할 가치가 없었거나 관련 문헌이 시간이 지나면서 파괴되거나 여전히 발견을 기다리고 있기 때문일 수 있다.
마르크 반 데 미에루프는 연대기와 연대 측정에 대한 그의 논의에서 천랑성 주기를 전혀 언급하지 않으며, 오늘날 대부분의 역사가들은 기원전 8세기 이전의 정확한 날짜를 제시하는 것이 불가능하다고 간주할 것이라고 주장한다.
일부 사람들은 최근 테라 화산 폭발이 제18왕조의 시작을 알린다고 주장했는데, 이는 아바리스 유적에서 발견된 히크소스 시대의 종말을 표시하는 층에서 테라의 화산재와 부석이 발견되었기 때문이다. 연륜연대학자들의 증거에 따르면 폭발은 기원전 1626년에 일어났으므로, 이는 천랑성 주기를 통한 연대 측정이 제18왕조 시작 시점에서 50~80년 오차가 있다는 것을 나타내는 것으로 간주된다. 테라 화산 폭발이 아흐모세 1세의 폭풍 석비에 기록되어 있다는 주장은 피터 제임스와 같은 저자들에 의해 반박되었다.

## 같이 보기
- 근동의 고대사 연대학

## 참고 문헌
1. 1 2  〈Ancient Egyptian Civil Calendar〉, 《La Via》, 2017년 2월 8일에 확인함.
2. 1 2  Tetley (2014), 42쪽.
3. 1 2 3 4 5  Kitchen, K.A. (October 1991). “The chronology of Ancient Egypt”. 《World Archaeology》 23 (2): 205. doi:10.1080/00438243.1991.9980172.
4. 1 2  Tetley, M. Christine (2014). 《The Reconstructed Chronology of the Egyptian Kings》 I. 43쪽. 2017년 2월 11일에 원본 문서에서 보존된 문서.
5. ↑  Meyer, Eduard, Aegyptische Chronologie, Berlin, Verlag der Königliche Akadamie der Wissenschaften (1904), Ch. I, p.41
6. ↑  Breasted, James Henry, A History of the Ancient Egyptians, New York, Charles Scribner's Sons (1908), Ch. II, p.15 ("[T]he calendar year of 365 days was introduced in 4241 B.C., the earliest fixed date in the history of the world as known to us."), citing Meyer.
7. 1 2 3 4  Grimal, Nicolas (1988). 《A History of Ancient Egypt》. Librairie Arthéme Fayard.
8. ↑  Gautschy, Rita; Habicht, Michael E.; Galassi, Francesco M.; Rutica, Daniela; Rühli, Frank J.; Hannig, Rainer (2017년 11월 17일). “A new astronomically-based chronological model for the Egyptian Old Kingdom”. 《Journal of Egyptian History》 10 (2): 69–108. doi:10.1163/18741665-12340035. ISSN 1874-1657. 2021년 1월 24일에 확인함.
9. ↑  Ingham, M.F. (1969). “The length of the Sothic cycle”. 《The Journal of Egyptian Archaeology》 55: 36–40. doi:10.1177/030751336905500105. S2CID 192288579.
10. ↑  SkyCharts III
11. ↑  van de Mieroop, Marc (2015). 《A History of the Ancient Near East, ca. 3000–323 BC》. Oxford, UK: Wiley-Blackwell. ISBN 978-1118718162.
12. ↑  Ritner, Robert K.; Moeller, Nadine (2014). “The Ahmose 'Tempest Stela', Thera, and comparative chronology”. 《Journal of Near Eastern Studies》 73 (1): 1–19. doi:10.1086/675069. JSTOR 10.1086/675069. S2CID 161410518.
13. ↑  James, Peter (1991). 《Centuries of Darkness》. London, UK.